# 我们的冬奥
《我们的冬奥》是于2022年2月19日上映的中国大陆动画电影，影片得到了北京冬奥组委的支持和授权，北京冬奥会和冬残奥会的吉祥物——冰墩墩和雪容融作为主角出演。

## 配音
冬奥会和冬残奥会吉祥物
- 冰墩墩
- 雪容融

《大闹天宫》 （1961年）
- 孙悟空：刘炫锐
- 太白金星：陈兆雄
- 寿星：王凯
- 老猴：符冲
- 龙王：崔杰

《没头脑和不高兴》 （1962年）
- 没头脑
- 不高兴

《雪孩子》 （1980年）
- 雪孩子

《黑猫警长》 （1984年）
- 黑猫警长

《葫芦兄弟》 （1986年）
- 葫芦娃
- 爷爷：李立宏

《大耳朵图图》（2004年）
- 胡图图：潘延

《非人哉》（2015年）
- 九月：咩咩
- 敖烈：宝木中阳
- 哪吒：山新
- 观音大士：姜广涛
- 哮天：苏尚卿
- 小玉：C小调

《熊出没之熊熊乐园》（2017年）
- 小熊大：贾晨露
- 小熊二：张茗
- 小光头强：申世佑、刘思奇

## 制作与发行
2021年12月7日，片方发布定档预告；12月8日，片方发布了“瑞雪丰年”定档海报和“热血集结”定档预告，并正式宣布定档2022年1月15日。2022年1月6日，影片改档至2022年2月19日。